# 쑹산구 (타이베이시)

쑹산 구의 위치

쑹산구(중국어: 松山區, 병음: Sōngshān Qū, 한자음:송산구)는 중화민국 타이베이시의 시할구이다. 넓이는 9.2878km2이고, 인구는 2015년 8월 기준으로 209,856명이다.

## 지리
타이베이 시의 중심부에 위치하고 구내는 주택지를 중심으로 구성되어 있지만 바더로(八德路) 및 난징둥로(南京東路) 주변은 상업지를 이룬다. 또 타이베이 시에 있는 쑹산 공항이 있어 타이완 국내 노선 및 타이베이 시의 항공 관문 역할을 하고 있다.

## 역사
원래는 원주민어로 '강이 만곡하는 장소'를 의미하는 마리스야카우(麻裡錫口社)로 불리고 있었다. 여기서의 강은 지룽허를 가리킨다.
1709년, 진뢰장에 의해 이주가 진행되었고 한족 취락이 형성되면서 시아카우(錫口)로 불리게 되었다. 일본 통치 시대인 1920년에 부근의 언덕에 타이완에서는 보기 드문 소나무 숲이 있는 것과 연관되어 마쓰야마(松山)로 개칭 되었다. 마쓰야마 개명 당초에는 다이호쿠 주 시치세이 군에 속하고 있었지만 1938년에 다이호쿠 시에 편입된다. 2차 대전 후에 쑹산 구로서 개편되었다. 1990년에 구 남부가 신이 구로서 독립해 현재에 이른다.

## 하위 행정구역
- 중화 리(中華里)
- 민푸 리(民福里)
- 둥창 리(東昌里)
- 쑹지 리(松基里)
- 룽톈 리(龍田里)
- 민여우 리(民有里)
- 둥광 리(東光里)
- 둥스 리(東勢里)
- 징중 리(精忠里)
- 싼민 리(三民里)
- 둥룽 리(東榮里)
- 신둥 리(新東里)
- 푸타이 리(富泰里)
- 제서우 리(介壽里)
- 좡징 리(莊敬里)
- 신이 리(新益里)
- 푸진 리(富錦里)
- 중정 리(中正里)
- 지런 리(吉仁里)
- 둔화 리(敦化里)
- 푸위안 리(復源里)
- 푸청 리(福成里)
- 중룬 리(中崙里)
- 메이런 리(美仁里)
- 푸젠 리(復建里)
- 푸스 리(復勢里)
- 안핑 리(安平里)
- 쯔창 리(自強里)
- 신쥐 리(新聚里)
- 펑청 리(鵬程里)
- 지샹 리(吉祥里)
- 푸성 리(復盛里)
- 쯔여우 리(慈祐里)